# ياسين بن منصور
ياسين كريم بن منصور (ولد في 27 مايو 2002 في مورس، سويسرا) لاعب كرة قدم بحريني فرنسي يجيد اللعب في مركز الجناح الأيسر وأيضا الجناح الأيمن والوسط المهاجم. يلعب حاليا لصالح الخالدية في الدوري البحريني الممتاز منذ 11 يوليو 2022.

## المسيرة الرياضية

### الأندية
في 1 يوليو 2019 انضم بن منصور إلى أتليتيكو بالياريس تحت 19 سنة الإسباني.
في 1 يوليو 2020 انتقل بن منصور من أتليتيكو بالياريس تحت 19 سنة إلى بينيا أرابال تحت 19 سنة الإسباني.
في 1 يوليو 2021 انتقل بن منصور من بينيا أرابال تحت 19 سنة إلى روتليت مولينار الإسباني (الدرجة الخامسة). ضمن المجموعة 11 (مجموعة جزر البليار) ساهم في احتلال فريقه المركز الخامس عشر بفارق 3 نقاط عن منطقة الأمان وبالتالي الهبوط إلى الدرجة السادسة.
في 11 يوليو 2022 انتقل بن منصور من روتليت مولينار إلى الرفاع البحريني لمدة موسمين. في موسمه الأول 2022-2023 وفي بطولة الدوري الممتاز ساهم في احتلال فريقه المركز الرابع بفارق 3 نقاط عن البطل الخالدية. وفي بطولة كأس ملك البحرين ساهم في وصول فريقه إلى الدور النصف النهائي عندما خسر من الأهلي بركلات الترجيح. وفي بطولة كأس الاتحاد البحريني فشل فريقه في التأهل إلى الدور النصف النهائي بعدما احتل المركز الثاني في المجموعة الأولى بفارق 5 نقاط عن المتصدر الحد. وفي بطولة كأس السوبر البحريني خسر فريقه من الخالدية 0-2. وفي بطولة كأس الاتحاد الآسيوي وفي الدور النصف النهائي لمنطقة غرب آسيا ساهم في فوز فريقه على الرفاع الشرقي البحريني بركلات الترجيح ولكنه خسر في المباراة النهائية لمنطقة غرب آسيا من السيب العماني برباعية نظيفة.